# Odile Decq
Odile Decq (18 de juliol de 1955, Laval) és una arquitecta i acadèmica francesa. És la directora de la seu a París de l'Studio Odile Decq, el nom anterior del qual va ser Odile Decq Benoît Cornette Architectes Urbanistes o ODBC Architectes.

## Biografia
Decq es va llicenciar en arquitectura el 1978, i el 1979 va rebre un diploma en urbanisme i planificació de l'Institut d'Estudis Polítics de París. Va tenir el seu propi estudi d'arquitectura durant uns anys. El 1986 es va associar amb Benoît Cornette i van crear la firma d'arquitectura ODBC. Van construir dos edificis per a la seu del Banque Populaire de l'Ouest a Rennes en col·laboració amb Peter Rice (1990). Van obtenir diversos premis i reconeixement internacional pel seu treball. Altres projectes notables van ser els edificis d'habitatge social a París i un pont de l'autopista de la A14 en Nanterre, amb un centre de gestió de l'autopista suspès sota el pont.
El 1996, l'estudi va rebre el Lleó d'Or de la Biennal d'Arquitectura de Venècia. El 1998 va resultar ferida en un accident de cotxe, en què va morir Benoît Cornette.
L'any 2018 va presentar el projecte per a un edifici residencial a Barcelona, davant del mar, l'edifici Antares, que es va acabar el 2022.